# Alla ricerca della Valle Incantata 6 - Il segreto di Saurus Rock
Alla ricerca della Valle Incantata 6 - Il segreto di Saurus Rock (The Land Before Time VI: The Secret of Saurus Rock) è il sesto film della serie Alla ricerca della Valle Incantata.

## Trama
Una sera il nonno di Piedino racconta al nipote ed ai suoi amici la storia dell'origine della vita sulla Terra e di come si siano generate le varie razze di dinosauri. Racconta inoltre che alcuni branchi di dinosauri arrivarono nella Valle dove trascorsero una vita felice fino all'arrivo di un ferocissimo denti aguzzi, il quale fu però fermato dal leggendario Sauro Solitario (un Diplodocus) che pur riportando una cicatrice sul volto riuscì a sconfiggerlo, dopodiché se ne andò. Qualche tempo dopo un terremoto originò una grandissima formazione rocciosa a forma di collolungo, che fu chiamata Saurus Rock. Tale formazione rocciosa si trova ancora a guardia della valle incantata ed osservandola con molta attenzione sembra rappresentare una collana di denti che si pensa siano del dentiaguzzi sconfitto. Inoltre il nonno racconta che se dovesse accadere qualcosa a Saurus Rock una grandissima sventura colpirebbe la valle incantata.
Il giorno dopo, mentre i ragazzi giocano al Sauro Solitario, Piedino, volendo salire su un tronco marcio, cade, ma viene salvato da un collo lungo chiamato Doc, che somiglia al Sauro della leggenda. Dopo che il misterioso Doc viene accolto nella comunità, Piedino decide di seguirlo e di ringraziarlo per averlo salvato proponendogli dei luoghi dove mangiare, anche se sembra che Doc li conosca già. Piedino nota una cicatrice in prossimità dell'occhio di Doc (come quella del Sauro Solitario) e per lui questa è una conferma sull'identità del misterioso collolungo. Dopo che Doc gli dice di tornare a giocare con i suoi amici, Piedino decide di avvisarli, ma Tricky è scettica al riguardo.
In seguito a ciò, le nipotine di Tricky, Dinah e Dana, decidono di andare a visitare la misteriosa Saurus Rock, coinvolgendo anche Piedino e gli altri. Dopo aver superato una serie di ostacoli e dopo essere riusciti a scappare da un dentiaguzzi Allosaurus, Piedino e i suoi amici raggiungono Saurus Rock. Dinah e Dana, una volta raggiunta la cima, cominciano a rotolarsi giù scontrandosi però con Tricky che, aggrappatosi sulla collana di denti di dentiaguzzi, la fa crollare. Nel frattempo il dentiaguzzi li raggiunge di nuovo ma anche questa volta Piedino e gli altri riescono a scappare, mentre il dentiaguzzi precipiterà in fondo a un burrone.
I ragazzi tornano alla Valle e quando il padre di Tricky scopre che le gemelle erano scappate perde fiducia in lei; di notte Piedino fa un brutto sogno in cui Saurus Rock crollava e ricorda prima le parole del nonno e poi quelle dei suoi amici ("Come aveva previsto tuo nonno, la sventura colpisce noi, poi tutta la valle incantata cade in disgrazia e per gli altri sarà una catastrofe"). Il giorno dopo infatti Tricky è costretta ad essere badata dalle gemelle mentre Ducky e Spike cadono in un buco pieno di pungiglioni, Petrie viene inseguito da uno sciame di api e una pozza d'acqua viene prosciugata.
Piedino decide allora di chiedere consiglio a Doc, il quale gli rammenta che la sfortuna può essere invertita o che si può andare da un'altra parte. Più tardi un tornado raggiunge la valle e distrugge tutto; Tricky salva le gemelle e Doc salva Piedino. Purtroppo il padre di Tricky e tutti gli altri dinosauri della valle credono che la causa di tutto ciò sia Doc. Dopo aver capito che la colpa è loro, Tricky decide insieme agli altri suoi amici di rimediare; Piedino nel frattempo raggiunge il baratro in cui è finito il dentiaguzzi per prendergli un dente. Quando Tricky e gli altri lo scoprono decidono di avvertire il Nonno di Piedino. Una volta raggiunto il fondo del burrone Piedino scopre però che il dentiaguzzi non è morto e così è costretto a scappare da esso e da un altro dentiaguzzi simile a quello sconfitto da Doc.
L'arrivo del Nonno di Piedino e di Doc risolve la situazione; Doc decide così di partire mentre Piedino e gli altri tornano alla valle. La notte seguente i ragazzi raccontano una variante della storia con il Nonno di Piedino come eroe.

## Home Video
In Italia, il film è stato distribuito in VHS dalla CIC Video a novembre 1998.

## Doppiaggio
| Personaggio     | Doppiatore originale | Doppiatore italiano |
| --------------- | -------------------- | ------------------- |
| Piedino         | Thomas Dekker        | Tatiana Dessi       |
| Tricky          | Anndi McAfee         | Monica Vulcano      |
| Ducky           | Aria Noelle Curzon   | Lorenzo De Angelis  |
| Petrie          | Jeff Bennett         | Mino Caprio         |
| Spike           | Jeff Bennett         |                     |
| Nonno           | Kenneth Mars         | Paolo Marchese      |
| Nonna           | Miriam Flynn         | Marzia Ubaldi       |
| Dana            | Nancy Cartwright     | Laura Latini        |
| Dinah           | Sandy Fox            | Ilaria Latini       |
| Padre di Tricky | John Ingle           | Roberto Stocchi     |
| Allosaurus      | Danny Mann           |                     |
| Doc             | Kris Kristofferson   | Fabio Boccanera     |